# غواصة يو بي-100
يو بي-21 غواصة ألمانية من فئة يو بي3 خدمت في البحرية الإمبراطورية الألمانية خلال الحرب العالمية الأولى.تم تكليفها في البحرية الإمبراطورية الألمانية في 17 سبتمبر 1918 باسم يو بي-100. تم تسليم يو بي-100 في 22 نوفمبر 1918 ووفككت في دورتمريخت في عام 1922. 